# サイフレッシュ

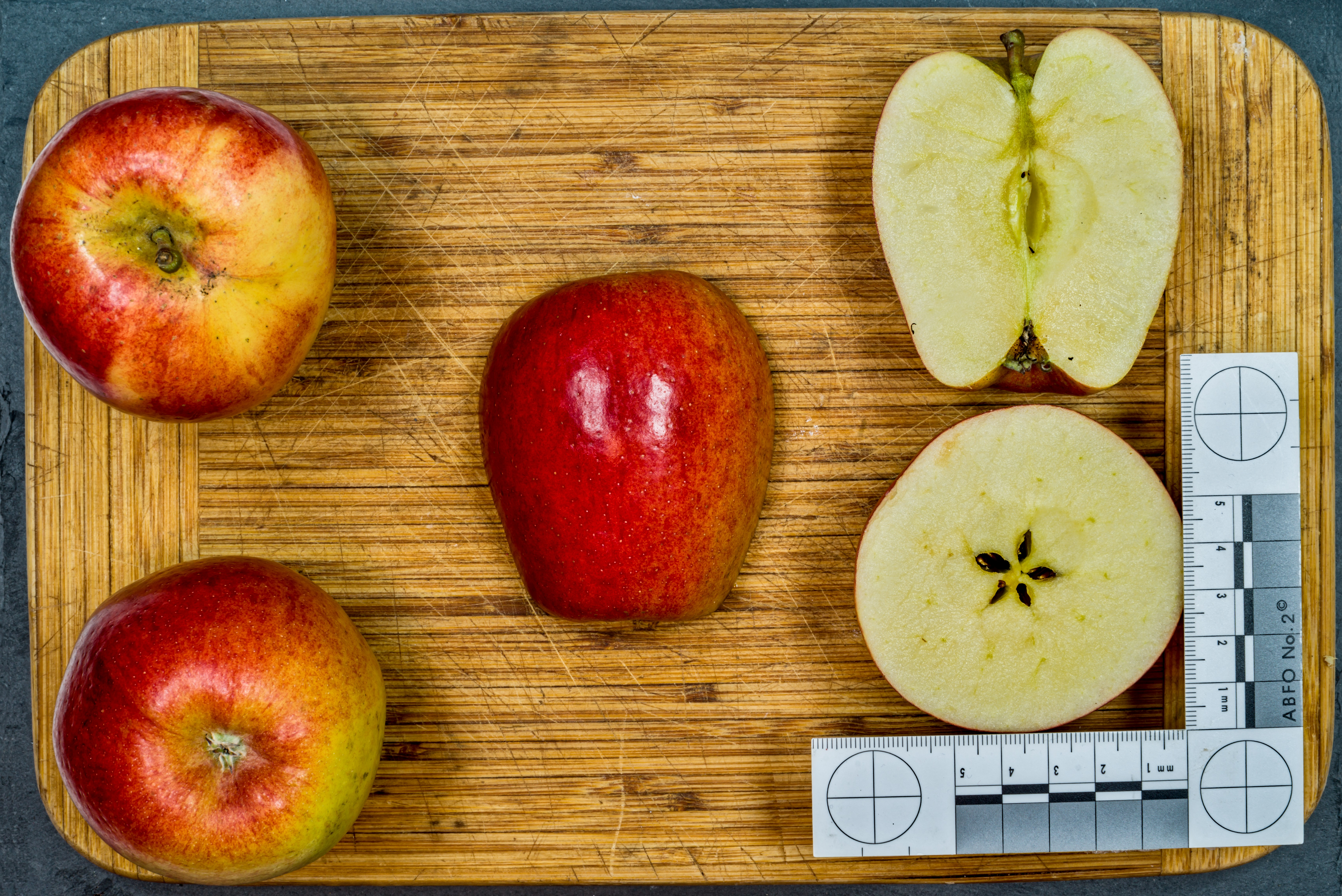
果実の外観および断面

サイフレッシュ (Scifresh)はニュージーランドで育成されたリンゴの品種で 、市場では育成した種苗会社の登録商標であるジャズ (Jazz)の名で販売されている。

## 特徴

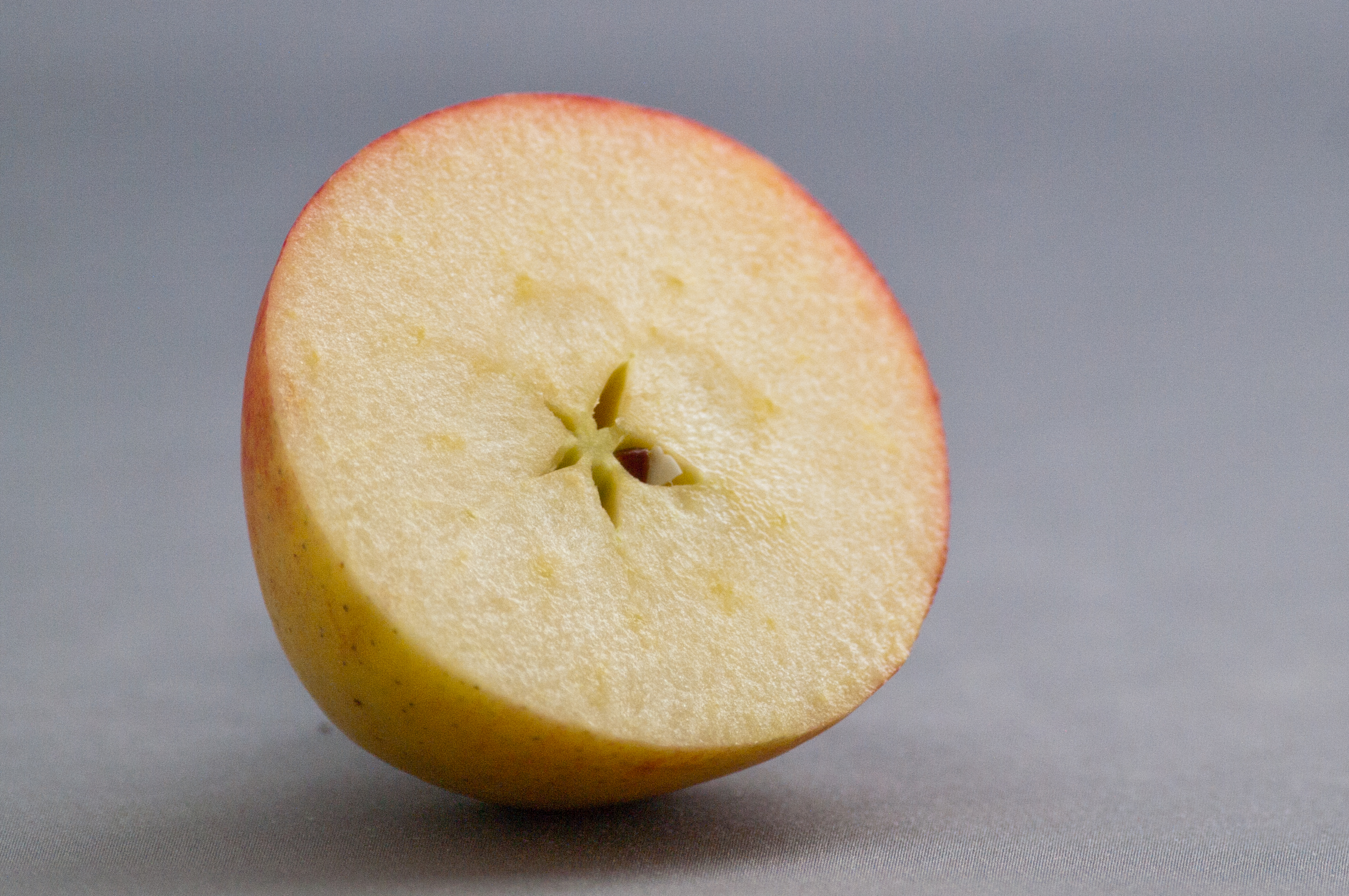
サイフレッシュの断面。

サイフレッシュはニュージーランドでガラとブレイバーンを交配させて育成された。 本種はニュージーランド以外にヨーロッパやアメリカの一部でも栽培されており、通年で市場に流通する 。果実の大きさは中程度で、果皮は橙色から赤になる。 果肉は果汁が多く甘味が強く、糖度と酸味のバランスはブレイバーンに優る。

## 商標名
ジャズインスティチュート・ダルムシュタットによると、育成者がジャズファンで、" パーカーのソロ演奏の様にメリハリのある味"という意味が込められている。

## 脚註
1. ↑  Bericht über Anbauerfahrungen auf den Webseiten des Südtiroler Beratungsrings für Obst- und Weinbau (PDF;150kB)
2. ↑  S.K.ブラウンK.E.Malony: S.K. Brown und K.E. Malony: Making Sense of New Apple Varieties, Trademarks and Clubs: Current Status (PDF;317 kB) ：New York Fruit Quarterly Vol. 17 . Nr. 3 Herbst 2009 S. 10
3. ↑  Jazzbrief November 2007[リンク切れ]